# Mirosław Piotrowski
Mirosław Piotrowski (* 9. ledna 1966, Zelená Hora) je polský historik, universitní profesor a politik. Je docentem humanitních věd na Katolické universitě v Lublinu. V letech 2004–2019 byl europoslancem. Roku 2018 založil stranu Ruch Prawdziwa Europa. Ve volbách roku 2020 kandiduje na polského presidenta.